# Онгапось
Онгапо́сь (рос. Онгапось, чув. Ункăпуç) — присілок у складі Чебоксарського району Чувашії, Росія. Входить до складу Вурман-Сюктерського сільського поселення.
Населення — 355 осіб (2010; 323 у 2002).
Національний склад:
- чуваші — 100 %